# Хомољски мотиви
Смотра народног стваралаштва „Хомољски мотиви”  су најпознатија туристичко-културна манифестација у општини Кучево, која је одавно добила републички значај. Ова јединствена смотра изворног народног стваралаштва источне Србије се непрекидно одржава од 1968. године и представља једну од најстаријих манифестација те врсте у Србији. Значај и квалитет манифестације доказују и добијена престижна признања – ,,Вукова награда’’ и ,,Туристички цвет Србије’’. 
Одржава се сваке године у крајем маја и/или почетком јуна, док се главни дан увек пада у суботу.

## Историја
Смотра народног стваралаштва „Хомољски мотиви” први пут је одржана почетком маја месеца 1968. године. Идеја групе локалних ентузијаста који су се окупили на овом послу, била је да се богатсво народних обичаја, игре, песме, свирке, народних ношњи, прикаже на позорници и на тај начин сачува од заборава.

## Програм
Најзначајнији део програма Смотре је Концерт народних уметника, затим концерт "Дечје стваралаштво", самостална изложба Петра Анђелковића у простору Ликовне галерије „Студенац”, као и низ традиционалних програма као што су Продајна изложба хомољског сира и меда, Демонстрација испирања злата на обали Пек, Такмичење „Златне руке“, Базар старих заната, остале разне изложбе, промоције, концерти, итд.
По угледу на „Хомољске мотиве” у Србији су касније ницали многобројни сабори и смотре, али  је Смотра у Кучеву  остала јединствена и по квалитету и по броју учесника. На „Мотивама” наступају народни уметници из свих крајева Србије.